# Peter Beauvais
Peter Beauvais (9 de septiembre de 1916 – 17 de diciembre de 1986) fue un director y guionista alemán.

## Biografía
Nacido en Weißenstadt, Alemania, era hijo del director de una fábrica, de origen judío. Estudió arte dramático en Fráncfort del Meno hasta 1935, pero hubo de emigrar a los Estados Unidos durante el nazismo. Trabajó allí como actor teatral a partir de 1943 en el circuito de Broadway. 
Tras su regreso a Alemania en 1945 con el ejército de los Estados Unidos, Beauvais trabajó inicialmente como traductor, sirviendo en los Juicios de Núremberg, por ejemplo. También cumplió labores teatrales para los aliados a partir de 1950, escenificando obras en Hannover y Stuttgart.
En 1950 Beauvais  fue actor teatral en Hannover, y después fue ayudante de dirección en el Cabaret de Werner Finck Die Mausefalle, en Stuttgart. En esa época actuó en filmes americanos producidos en Alemania. Así, en 1953 participó en el film dirigido por Elia Kazan Man on a Tightrope, que protagonizaba Fredric March, y en 1954 en el telefilm interpretado por Don Ameche Fire One y en la película de Gregory Peck Night People.
Su primer trabajo como director televisivo llegó en 1954, una producción de Südwestfunk. En 1958–1960 dirigió dos películas para Universum Film AG, volviendo después a la televisión, donde dirigió más de 100 telefilmes y episodios de series entre 1960 y 1986. Desde 1962 a 1967, en colaboración con el escritor Horst Lommer, Beauvais dirigió una popular serie de películas para Norddeutscher Rundfunk.
A lo largo de su carrera Beauvais trabajó en un amplio y prolífico abanico de géneros como la comedia, la sátira, thrillers, dramas y ciencia ficción. Beauvais adaptó a la televisión textos literarios de escritores como Arthur Schnitzler, Antón Chéjov, Joseph Roth, Eugene O'Neill, Siegfried Lenz, Karin Struck, Adolf Muschg, y Martin Walser, y guiones originales de escritores como Peter Stripp, Daniel Christoff y Horst Lommer.
Beauvais fue también director de ópera, trabajando tanto en Alemania como en escenarios de otros países.
Peter Beauvais se casó cuatro veces. Sus esposas fueron la actriz Ilsemarie Schnering, la cantante y actriz Karin Hübner, la actriz Sabine Sinjen entre 1963 y 1984, y la fotógrafa Barbara Beauvais.
Falleció en Baden-Baden, Alemania, en el año 1986. Fue enterrado en el Cementerio de Weißenstadt.
Su patrimonio escrito se encuentra conservado en el archivo de la Academia de las Artes de Berlín.

## Filmografía como actor
- 1953 : Man on a Tightrope
- 1954 : Fire One (telefilm)
- 1954 : Night People

## Filmografía como director (selección)
- 1958 : Ist Mama nicht fabelhaft?
- 1959 : Liebe, Luft und lauter Lügen
- 1961 : Die kleinen Füchse (telefilm)
- 1962 : Onkel Harry (telefilm)
- 1962 : Der Walzer der Toreros (telefilm)
- 1963 : Das Glück läuft hinterher
- 1965 : Bernhard Lichtenberg (telefilm)
- 1965 : Onkel Wanja – Szenen aus dem Landleben (telefilm)
- 1967 : Zug der Zeit (telefilm)
- 1968 : Ein Mann namens Harry Brent (miniserie)
- 1969 : Die Ratten (telefilm)
- 1970 : Eine große Familie (telefilm)
- 1970 : Das weite Land (telefilm)
- 1971 : Eines langen Tages Reise in die Nacht (telefilm)
- 1971 : Dreht euch nicht um – der Golem geht rum (telefilm)
- 1971 : Deutschstunde (telefilm)
- 1971 : Tatort (serie TV), episodio Kressin und der tote Mann im Fleet
- 1973 : Im Reservat (telefilm)
- 1974 : Griseldis (telefilm)
- 1977 : Rückfälle (telefilm)
- 1980 : Berlin Mitte (telefilm)
- 1983 : Heimat, die ich meine (telefilm)
- 1985 : Ein fliehendes Pferd (telefilm)
- 1986 : Sommer in Lesmona (miniserie TV)
- 1988 : Wie kommt das Salz ins Meer? (telefilm)

## Premios
- 1968 : Premio Bambi
- 1974 : Premio Grimme por Im Reservat
- 1975 : Premio Grimme de oro por Sechs Wochen im Leben der Brüder G.
- 1988 : Premio Grimme de oro por Sommer in Lesmona (póstumo, junto a Reinhard Baumgart, Katja Riemann y Herbert Grönemeyer)